# Like a Rolling Stone
〈Like a Rolling Stone〉은 미국의 싱어송라이터 밥 딜런이 1965년에 작곡한 곡으로, 대중음악 역사상 가장 위대한 명곡 중 하나이다. 이 대립적인 가사는 1965년 6월 딜런이 쓴 시구의 연장선에서 유래되었는데, 그 때 그는 힘든 잉글랜드 투어로 지쳐 돌아왔다. 딜런은 이 초고를 4개의 시와 합창으로 압축했다. 〈Like a Rolling Stone〉은 몇 주 후에 다음 음반 《Highway 61 Revisited》의 일부로 녹음되었다.
이틀간의 어려운 사전 제작 기간 동안 딜런은 트리플 미터에서 성공하지 못한 채 데모된 곡의 진수를 찾기 위해 애썼다. 록 음악 형식으로 시도했을 때 돌파구가 마련되었고, 신인 세션 음악가인 알 쿠퍼가 트랙이 알려진 오르간 리프를 즉흥적으로 연주했다. 그러나 컬럼비아 레코드는 이 곡의 길이 6분이 넘는 곡과 헤비 일렉트릭 사운드에 모두 불만을 품고 발매에 주저했다. 한 달 후에야 새로운 인기 음악 클럽에 복사본이 유출되고 영향력 있는 DJ들로부터 이 노래가 싱글로 발매되었다는 소식을 듣게 되었다. 라디오 방송국들은 이런 롱 트랙을 하기를 꺼렸지만, 〈Like a Rolling Stone〉은 미국 《빌보드》 차트 2위(《캐시박스》 1위)에 오르며 세계적인 인기를 얻었다.
비평가들은 이 트랙이 다른 음악적 요소들과 젊고 냉소적인 딜런의 목소리, 그리고 "How does it feel?(그 느낌은 어떠니?)"라는 질문의 직접성이 포크 가수에서 록 스타로 딜런의 이미지 변신을 완성시켰으며, 가장 영향력 있는 컴 중 하나로 평가받고 있다.전후의 대중음악의 지위 리뷰 집계자 호평 뮤직에 따르면, 〈Like a Rolling Stone〉은 통계적으로 가장 많은 찬사를 받은 곡이다. 《롤링 스톤》은 이 곡을 "역사상 가장 위대한 노래 500곡" 목록에서 1위로 선정했다. 이 곡은 지미 헨드릭스 익스피리언스와 롤링 스톤스부터 더 웨일러스와 그린 데이까지 수많은 아티스트들이 커버해 왔다. 2014년 경매에서 딜런의 직접 작사는 인기 있는 음악 원고의 세계 기록인 200만 달러를 받았다.

## 인증
| 국가                                  | 인증 | 판매량/출하량 |
| ------------------------------------- | ---- | ------------- |
| 멕시코 (AMPROFON)                     | 골드 | 30,000        |
| 영국 (BPI) sales in between 2005–2018 | 실버 | 200,000       |
| 판매량+스트리밍을 기반으로 한 인증    |      |               |